# Chromousambilla latistriata
Chromousambilla latistriata är en insektsart som först beskrevs av Willy Adolf Theodor Ramme 1929.  Chromousambilla latistriata ingår i släktet Chromousambilla och familjen Lentulidae. Inga underarter finns listade i Catalogue of Life.

## Bildgalleri

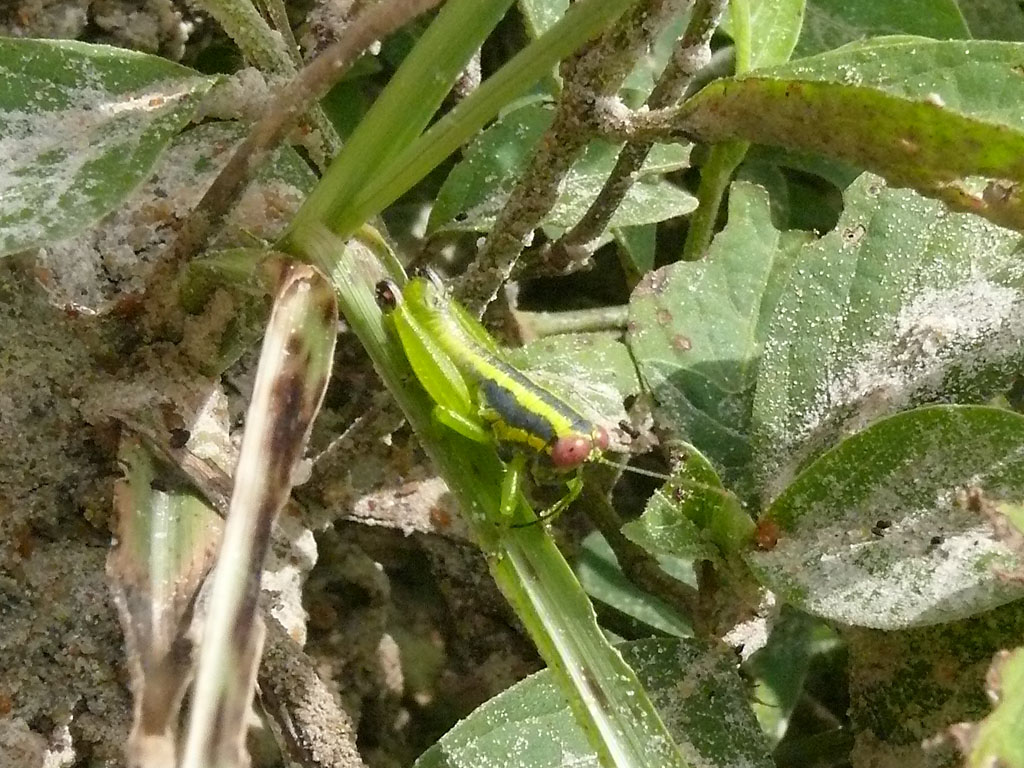